# NGC 7516
NGC 7516 is een lensvormig sterrenstelsel in het sterrenbeeld Pegasus. Het hemelobject werd op 5 september 1864 ontdekt door de Duitse astronoom Albert Marth.

## Synoniemen
- UGC 12420
- MCG 3-59-10
- ZWG 454.6
- PGC 70703